# Шаблово
Ша́блово — деревня в Кологривском районе Костромской области России, входит в состав Илешевского сельского поселения.
Известна как малая родина уникального русского художника, мыслителя, поэта и педагога Ефима Васильевича Честнякова. Деревню часто называют «жемчужиной Костромской земли» благодаря её особой атмосфере, связанной с жизнью и творчеством художника. В деревне расположен дом-музей художника, являющийся филиалом Кологривского краеведческого музея.

## География
Деревня расположена на правом берегу реки Унжи, в живописной местности в центральной части Кологривского района, на расстоянии около 14 км к северо-западу от районного центра города Кологрив. Абсолютная высота — 127 метров над уровнем моря.
Ближайшие населённые пункты: деревня Бурдово (около 1,5 км на юг), поселок Ужуга (около 4 км на северо-восток).
Транспортная доступность обеспечивается автомобильной дорогой Кологрив — Шаблово. Расстояние до районного центра Кологрива по автодороге составляет 18 км, до ближайшей железнодорожной станции Мантурово — 94 км.

## История
Первые упоминания о Шаблово встречаются в писцовых книгах Московского государства в 1616 году. Однако, по местным преданиям, деревня существует с XVI века. Название деревни, вероятно, происходит от неканонического личного имени Шабала или Шабло, производных от слова «шабалда» — «праздный шатун, повеса».
В XIX веке Шаблово входило в состав Кологривского уезда Костромской губернии. Основным занятием жителей было сельское хозяйство и лесные промыслы.
В советское время деревня входила в состав Кологривского района Ивановской области, а с 1944 года — Костромской области. В деревне существовал колхоз, а затем отделение совхоза. К началу XXI века в деревне осталось немного домов.

## Население
| 2008 | 2010 | 2014 |
| ---- | ---- | ---- |
| 15   | ↗17  | ↘10  |

Национальный состав населения — преимущественно русские, конфессиональный состав — православные.

## Инфраструктура
В деревне имеется дом-музей Е. В. Честнякова, почтовое отделение. Ближайшие объекты социальной инфраструктуры (школа, детский сад, медицинский пункт, магазины) расположены в селе Илешево, являющемся центром сельского поселения.

## Культура и достопримечательности
Шаблово привлекает посетителей своей особой атмосферой, которую связывают с духом Ефима Честнякова и окружающей природой.
Основной достопримечательностью Шаблово является Дом-музей Е. В. Честнякова, открытый в 2004 году к 130-летию художника. Музей располагается на месте дома-овина, построенного самим Ефимом Честняковым. Экспозиция музея размещается в двух этажах и «шалашке» (мансардной комнате), где при жизни художника находилась его мастерская. В музее представлены картины, глиняные игрушки, рукописи и личные вещи Е. В. Честнякова. В музее регулярно проводятся временные выставки, посвященные различным аспектам творчества художника и крестьянской жизни.
Первый этаж музея используется как место для выступлений детских коллективов и проведения традиционных праздников: Рождества, Покрова Пресвятой Богородицы, Медового и Яблочного Спасов, Дня памяти Е. В. Честнякова (27 июня) и Дня рождения художника (19 декабря). Сценарии праздников составляются по произведениям Е. В. Честнякова и воспоминаниям современников. При музее действует фольклорный театр «Деревенские забавы».
Рядом с музеем сохранилась крестьянская изба — последний жилой дом старого Шаблова, интерьер которого воссоздан работниками музея. В избе проводятся интерактивные занятия, знакомящие с крестьянским бытом конца XIX — начала XX веков.
В окрестностях деревни находится «Ефимов ключик» — святой источник, почитаемый местными жителями. По преданию, на полянке у ключика было явление Богоматери Ефиму Честнякову.
Разрабатываются туристические маршруты «Дорогами Ефима», знакомящие с местами, связанными с жизнью и творчеством художника.